# Nawias syntaktyczny
Nawias syntaktyczny – w programowaniu, to element składni określonego języka programowania służący definiowaniu strukturalnych elementów kodu źródłowego, takich jak bloki czy instrukcje strukturalne. Nawiasami syntaktycznymi w językach programowania są wybrane przez autorów konkretnego języka programowania słowa kluczowe, lub znaki nawiasów (symbole). Zarówno w przypadku słów kluczowych, jak i symboli, para nawiasów dla konkretnej konstrukcji, obejmuje słowo (lub symbol) otwierające oraz słowo (lub symbol) zamykające strukturę programową. Nawiasy syntaktyczne definiują takie elementy w kodzie źródłowym, jak np. instrukcje strukturalne, podprogramy, moduły, definicje typów strukturalnych (struktury, unie, rekordy, klasy itp.). Pośród języków programowania można wyróżnić języki, w których
- dla każdego odrębnego bloku definiuje się unikatową parę nawiasów syntaktycznych, oraz języki, w których
- definiuje się pewną jednolitą konstrukcję grupującą (np. instrukcję blokową), a pozostałe konstrukcje odnoszą się bądź do jednej (pojedynczej) instrukcji, bądź do tak zdefiniowanej konstrukcji grupującej (która jest traktowana jak pojedyncza instrukcja).

| rodzaj bloku         | nawiasy unikatowe                                                         | jednolita konstrukcja                                  | mieszane rozwiązania                                                |
| rodzaj bloku         | Visual Basic                                                              | C, C++                                                 | Pascal                                                              |
| -------------------- | ------------------------------------------------------------------------- | ------------------------------------------------------ | ------------------------------------------------------------------- |
| podprogram           | Function F(ByVal P As Integer) As Integer ' blok podprogramu End Function | int F(int P) { /* blok podprogramu */ }                | function F(P: Integer): Integer; begin { blok podprogramu } end;    |
| instrukcja warunkowa | If warunek Then ' blok-if Else ' blok-else End If                         | if(warunek) { /* blok if */ } else { /* blok else */ } | if warunek then begin { blok if } end else begin { blok else } end; |
| pętla repetycyjna    | Do While warunek ' blok pętli Loop                                        | while(warunek) { /* blok pętli */ }                    | while warunek do begin { blok pętli } end;                          |
| instrukcja wyboru    | Select Case wyrażenie ' blok instrukcji wyboru End Select                 | switch(wyrażenie) { /* blok instrukcji wyboru */ }     | case wyrażenie do { blok instrukcji wyboru } end;                   |
| struktura, rekord    | Type nazwa_struktury ' pola struktury End Type                            | struct nazwa_struktury { /* pola struktury */ }        | nazwa_struktury=record { pola struktury } end;                      |

Przykładowymi językami, w których stosuje się pierwsze z powyższych rozwiązań, są takie języki programowania jak np. Ada), BASIC, Visual Basic, Clipper, Forth, Modula-2, PL/I i inne. W językach tych słowem zamykającym wielu konstrukcji jest słowo end. W pewnych przypadkach słowo to połączone jest z innym słowem, identyfikującym zamykaną strukturę (np. end function, end if, end select itd.). Językami, w których stosuje się drugie z rozwiązań, to np. język C, C++ i podobne: { ... } (choć i w tych językach jest wyjątek: do ... while(warunek);), Lisp: ( ... ). Istnieją też języki w których stosuje się rozwiązania mieszane, tzn. wobec pewnej grupy konstrukcji stosuje się rozwiązanie pierwsze, a wobec innej – drugie. Tak jest np. w języku Pascal, w którym w odniesieniu do instrukcji i bloków (programu, podprogramów), stosuje się zapis grupujący (begin ... end), ale z wyłączeniem pewnych instrukcji (np. case) oraz innych elementów np. definicji typów, dla których istnieją odrębne struktury grupujące (np. record ... end), natomiast dla sekcji deklaracji: type, var, const, w ogóle nie definiuje się słowa zamykającego, a sekcja taka kończy się wraz z rozpoczęciem następnej sekcji lub na słowie begin.
Struktura nawiasów syntaktycznych może być bardziej rozbudowana, w porównaniu do nawiasów stosowanych w wyrażeniach. Obejmuje bowiem konieczność definiowania wielu sekcji w ramach danej struktury nawiasu. Dotyczy to przede wszystkim instrukcji warunkowych i instrukcji wyboru, w których musi istnieć możliwość wyboru jednego z wielu wariantów. Są to jednak elementy pośrednie stosowane wewnątrz pewnej pary nawiasów syntaktycznych.
Za przykład może posłużyć ogólna postać instrukcji warunkowej w języku Visual Basic:
```
If
 
warunek
-
1
 
Then
      
' --- nawias syntaktyczny otwierający

  
' instrukcje-1

ElseIf
 
warunek
-
2
 
Then
  
' --- elementy pośrednie

  
' instrukcje-2

ElseIf
 
warunek
-
3
 
Then
  
' --- elementy pośrednie

  
' instrukcje-3

...

ElseIf
 
warunek
-
n
 
Then
  
' --- elementy pośrednie

  
' instrukcje-n

Else
                   
' --- elementy pośrednie

  
' instrukcje-else

End
 
If
                 
' --- nawias syntaktyczny zamykający

```

| język programowania | brak nawiasów | unikatowe konstrukcje | rozwiązania mieszane | jednolite konstrukcje | z pewnymi wyjątkami |
| ------------------- | ------------- | --------------------- | -------------------- | --------------------- | ------------------- |
| Ada                 | N             | T                     | N                    | N                     | n.d.                |
| Basic               | N             | T                     | N                    | N                     | n.d.                |
| C, C++              | N             | N                     | N                    | T                     | T                   |
| Clipper             | N             | T                     | N                    | N                     | n.d.                |
| Forth               | N             | T                     | N                    | N                     | n.d.                |
| JEAN                | T             | N                     | N                    | N                     | n.d.                |
| Lisp                | N             | N                     | N                    | T                     | N                   |
| Modula-2            | N             | T                     | N                    | N                     | n.d.                |
| Pascal              | N             | N                     | T                    | N                     | n.d.                |
| PL/I                | N             | T                     | N                    | N                     | n.d.                |
| PL/M                | N             | N                     | T                    | N                     | n.d.                |
| Visual Basic        | N             | T                     | N                    | N                     | n.d.                |
| n.d. – nie dotyczy  |               |                       |                      |                       |                     |